# St. Willibrord (Merkstein)

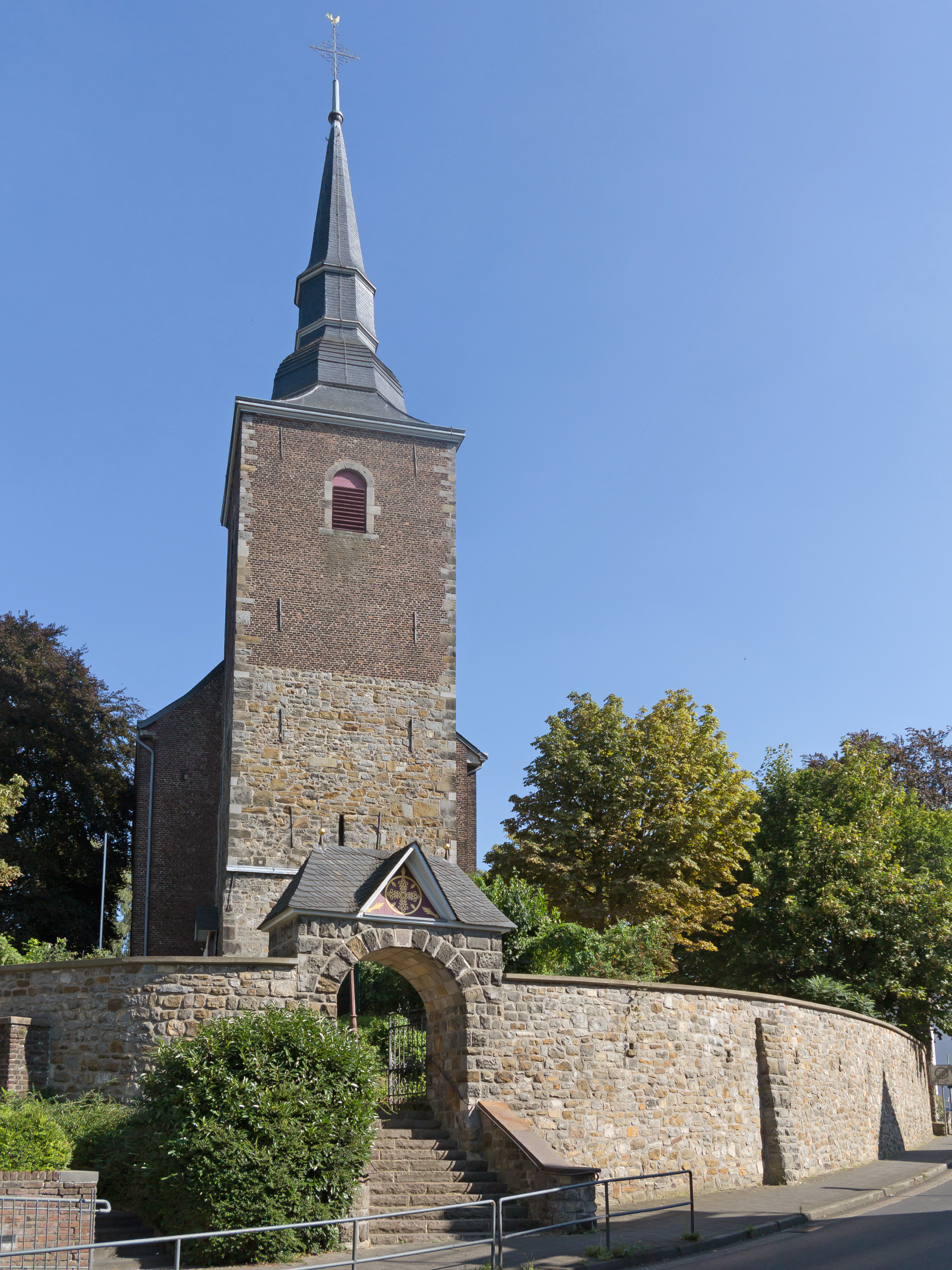
Pfarrkirche Sankt Willibrord

Die römisch-katholische Pfarrkirche St. Willibrord ist ein denkmalgeschütztes Kirchengebäude in Merkstein, einem Stadtteil von Herzogenrath in der Städteregion Aachen.

## Geschichte und Architektur
Der kreuzrippengewölbte Backsteinsaal wurde 1746 mit einem dreiseitigen Ostschluss errichtet. Der vorgesetzte Westturm ist mit einer barocken Haube bekrönt, die Untergeschosse aus Bruchstein sind von einem Vorgängerbau aus der ersten Hälfte des 13. Jahrhunderts.

## Ausstattung
- Der Hochaltar, die Kommunionbank und die Kanzel von der Mitte des 18. Jahrhunderts, sind aus ungefasstem Eichenholz gearbeitet, die Details sind vergoldet.
- Der Beichtstühle wurden um 1700 geschaffen.
- Das Orgelwerk und das -gehäuse wurden von 1842 bis 1844 gebaut.
- Die beiden Standfiguren aus Holz sind Gabriel de Grupello zugeschrieben, er verbrachte seine letzten Lebensjahre auf dem nahegelegenen Kasteel Erenstein. Die Figur des Hl. Willibrord wurde in der ersten Hälfte des 18. Jahrhunderts, die der Muttergottes um 1720 bis 1730 geschnitzt. Bei beiden Figuren ist die Fassung nicht erhalten.
- Auf dem Kirchhof rund um die Kirche stehen etliche Grabkreuze des 17. und 18. Jahrhunderts.